# Jensenita
La jensenita és un mineral de la classe dels òxids. Rep el seu nom de Martin Jensen, qui va trobar el primer material d'aquesta espècie.

## Característiques
La jensenita és un òxid de fórmula química Cu²⁺₃Te₆⁺O₆(H₂O)₂. Va ser aprovada com a espècie vàlida per l'Associació Mineralògica Internacional l'any 1994. Cristal·litza en el sistema monoclínic. La seva duresa a l'escala de Mohs es troba entre 3 i 4. L'exemplar que va servir per a determinar l'espècie, el que es coneix com a material tipus, es troba conservat al Canadian Museum of Nature, el museu canadenc de la natura que es troba a Ottawa, al Canadà.
Segons la classificació de Nickel-Strunz, la jensenita pertany a «04.FL: Hidròxids (sense V o U), amb H2O+-(OH); làmines d'octaedres que comparetixen angles» juntament amb els següents minerals: trebeurdenita, woodallita, iowaïta, jamborita, meixnerita, fougerita, hidrocalumita, kuzelita, aurorita, calcofanita, ernienickelita, jianshuiïta, woodruffita, asbolana, buserita, rancieïta, takanelita, birnessita, cianciul·liïta, leisingita, akdalaïta, cafetita, mourita i deloryita.

## Formació i jaciments
Va ser descoberta a la mina Centennial Eureka, a la localitat d'Eureka, al districte de Tintic del comtat de Juab, Utah (Estats Units). També ha estat descrita en una altra localitat, concretament a la mina Bambollita de la localitat de Moctezuma, a l'estat de Sonora (Mèxic).